# Saarfest
Das Saarfest ist ein dreitägiges Volksfest an der Saar, unmittelbar gegenüber des Weltkulturerbes Völklinger Hütte. Es ist das größte Volksfest der Stadt Völklingen. Unter dem Motto Sommer, Saar und Freizeit besuchen alljährlich zehntausende Besucher aus dem gesamten Saarland und dem benachbarten Frankreich die Veranstaltung an der Schiffsanlegestelle und der Saar-Promenade.
Während der Veranstaltungstage finden verschiedene Aktivitäten statt: Drachenbootrennen (Stadtmeisterschaft, Saarländische Schul-Meisterschaften), Jet-Boot-Vorführungen, Schiffsrundfahrten, Schnuppertauchen, Kinder-Animation. Weiterhin wird mit einem saarländischen Radiosender ein Bühnen- und Musikprogramm geboten.
Das Saarfest war ursprünglich nicht als regelmäßig stattfindendes Volksfest gedacht, sondern sollte im Jahre 2002 einmalig als Einweihungsfest der neuen Schiffsanlegestelle/ Saar-Promenade Völklingen (Bauzeit 1999–2001) stattfinden. Bis 2015 fand die Veranstaltung jährlich statt. Nach einem aussetzen 2016 wird die Veranstaltung wegen finanzieller Engpässe in der Stadtkasse nun nur noch alle zwei Jahre angesetzt.
Veranstalter ist die Gesellschaft für Wirtschaftsförderung, Innovation und Stadtmarketing (GWIS) Völklingen mbH mit Unterstützung der Stadt Völklingen, der IG Wehrden e.V. und des Kanuclub Völklingen e.V.